# Sārā Xādemālsharīʾẹ
Sārā Sādāt Xādemālsharīʾẹ, conosciuta anche come Sarasadat Khademalsharieh o Sara Khadem (in persiano سارا سادات خادم‌الشریعه‎; Teheran, 10 marzo 1997), è una scacchista iraniana naturalizzata spagnola, maestro internazionale.
È stata campionessa iraniana e ha partecipato a quattro Olimpiadi degli scacchi. Nel dicembre del 2022 ha partecipato al Campionato del mondo di scacchi rapid e blitz di Almaty, dove per protesta contro il governo iraniano non ha indossato l'hijab, obbligatorio per le donne della Repubblica Islamica. In seguito alla protesta, la Khademalsharieh è stata costretta ad emigrare in Spagna, dove ha ottenuto il transfer per la federazione spagnola nel luglio del 2023.

## Carriera
Nelle categorie giovanili si mette in mostra già nel 2008 quando vince il campionato giovanile asiatico destinato alle ragazze under 12. Nel 2009 vince il Mondiale giovanile under 12 di Adalia in Turchia, ottenendo 10 punti su 11 e distanziando di un punto e mezzo il futuro grande maestro Aleksandra Gorjačkina.
Nel 2012 partecipa alle Olimpiadi di Istanbul con la nazionale iraniana. Gioca in seconda scacchiera dove ottiene 6 punti su 10 e il nono posto di squadra.
Nel 2014 in agosto partecipa alle Olimpiadi di Tromsø con la nazionale. Gioca in seconda scacchiera ottenendo 7 punti su 10, sfiorando la medaglia individuale (quarta classificata tra le seconde scacchiere). La squadra ottiene il ventesimo posto. In ottobre si piazza al secondo posto nel Mondiale juniores femminile di Pune: stavolta è lei ad inseguire la Gorjačkina, che la distanzia di un punto e mezzo nella classifica finale (9,5 a 11).
Nel 2016 vince in gennaio il campionato iraniano femminile (anno 1394 del calendario iraniano) con 8 punti su 9. In agosto partecipa alla sua terza olimpiade. Baku 2016 è la sua prima volta in prima scacchiera: ottiene 7,5 punti su 10 con un ottavo posto di scacchiera e un undicesimo posto di squadra.
Nel 2017 in febbraio prende parte al Mondiale femminile in formato knock-out, organizzato nella sua città natale, dove viene eliminata al primo turno dalla georgiana Sopiko Guramishvili.
Nel 2018 prende parte alla sua quarta olimpiade, a Batumi: in 1ª scacchiera ottiene 8,5 su 11, risultato che le vale l'ottavo posto individuale, la squadra chiuderà 14ª. Nel dicembre dello stesso anno a San Pietroburgo vince due argenti piazzandosi al secondo posto sia al Mondiale rapid femminile che al Mondiale blitz femminile, ottenendo rispettivamente 9 punti su 12 e 13 punti su 17.
Nel 2019 in luglio ottiene una norma di grande maestro al Belt and Road China Hunan International Chess Open, dove si classifica al sedicesimo posto assoluto con 5 punti su 9.
Nel 2020 prende parte alla FIDE Online Chess Olympiad: gioca come 3ª scacchiera ottenendo 7 punti nelle 8 partite giocate. Con il 4º posto nel girone, la squadra uscirà al primo turno.

## Vita privata
È sposata con il regista e presentatore iraniano-canadese Ardeshir Ahmadi, con il quale ha avuto un figlio.